# IVH Västerås
IVH Västerås (Idrottsföreningen Västerås Handboll, deutsch: Sportverein Västerås Handball) war ein schwedischer Handballverein aus Västerås.
Die Frauen-Mannschaft spielte in der Saison 2010/11 in der höchsten schwedischen Spielklasse, der Elitserien, die Herren-Mannschaft in der dritthöchsten Spielklasse, der 1. Division. Im Jahre 2011 fusionierte IVH Västerås mit Irsta HF, die seitdem gemeinsam als VästeråsIrsta HF antreten.
Heimspielstätte des Vereins ist die Bombardier Arena.